# Johannes Frießner
Johannes Frießner, nemški general, * 22. marec 1892, Chemnitz, † 26. junij 1971, Bad Reichenhall.

## Napredovanja
- Fähnrich (5. november 1911)
- poročnik (9. avgust 1912)
- nadporočnik (22. maj 1916)
- Rittmeister/stotnik (1. september 1922)
- major (1. april 1933)
- podpolkovnik (1. oktober 1935)
- polkovnik (1. marec 1938)
- generalmajor (14. avgust 1940)
- generalporočnik (16. oktober 1942)
- general pehote (1. april 1943)
- generalpolkovnik (23. julij 1944)

## Odlikovanja
- viteški križ železnega križa (1887.; 23. julij 1943)
- viteški križ železnega križa s hrastovimi listi (445.; 9. april 1944)
- 1914 železni križec I. razreda (19. september 1916)
- 1914 železni križec II. razreda (15. september 1914)
- nemški križ v zlatu (9. junij 1943)
- RK des Kgl. Sächs. Militär St. Heinrichs-Ordens: 27.11.1916
- Kgl. Preuss. Kronen-Orden IV. Klasse
- Ritterkreuz II. Klasse des Kgl. Sächs. Verdienstordens mit Schwertern
- Ritterkreuz II. Klasse des Kgl. Sächs. Albrechts-Ordens mit Schwertern
- Verwundetenabzeichen, 1918 in Schwarz
- Ehrenkreuz für Frontkämpfer
- Wehrmacht-Dienstauszeichnung IV. bis I. Klasse
- Spange zum EK I: 21.08.1942
- Spange zum EK II: 27.07.1942
- Wehrmachtbericht: 29.11.1944